# Kasteel Grobbendonk

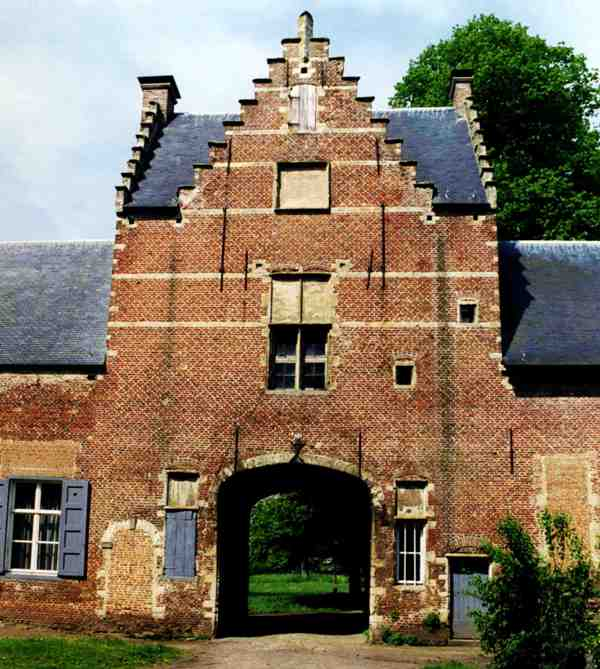
Poortgebouw

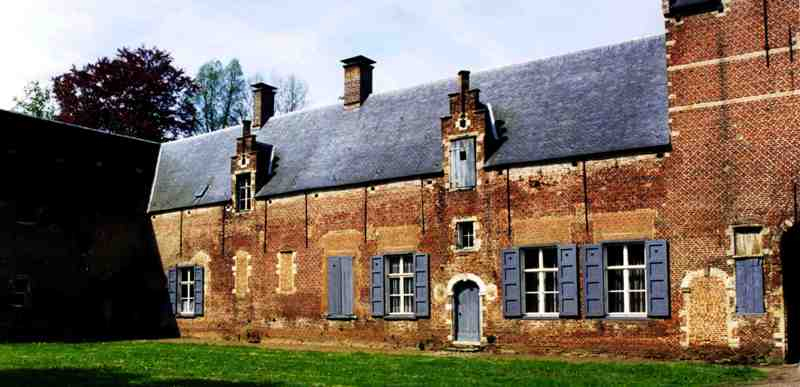
Poortvleugel

Het Kasteel Grobbendonk is een voormalig kasteel in de Antwerpse plaats Grobbendonk, gelegen aan Hofeinde 20-22. Van dit kasteel is de neerhof nog behouden.

## Geschiedenis
In de 12e of 13e eeuw was er voor het eerst sprake van kasteel Grobbendonk als zetel van de heren. In 1545 of 1550 kwam het kasteel aan Gaspar Schetz. In 1579 werd het kasteel geplunderd en platgebrand door de spanjaarden. In 1586-1587 werd het herbouwd. Vanaf 1617 kwam het aan de familie d'Ursel, maar in de Franse tijd, einde 18e eeuw was het desdanig vervallen dat het werd afgebroken en als bouwmaterialen verkocht. De resterende gebouwen werden door de familie verpacht als boerderij. In 2022 werd het eigendom van de gemeente en publiek toegankelijk.

## Gebouw
Het betreft een U-vormig gebouwencomplex, opgetrokken in baksteen en zandsteen. Er is een poortvleugel die geflankeerd wordt door hoektorens. Het poortgebouw bevindt zich uit het midden van deze vleugel en is voorzien van vier trapgevels.
Het gebouw ligt direct ten oosten van de samenvloeiing van Kleine Nete en Aa.